# 헨리 모어

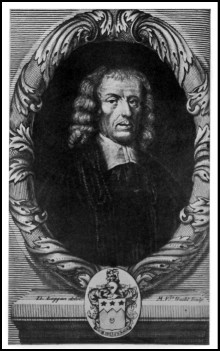
헨리 모어

헨리 모어(Henry More, 1614년 10월 12일 – 1687년 9월 1일)는 케임브리지 플라톤 학파의 영국 철학자였다.

## 생애
헨리는 1614년 10월 12일 그랜섬, 링컨셔에서 태어났다. 그는 그랜섬 시장인 알렉산더 모어와 앤 모어(결혼 전 성: 레이시)의 일곱 번째 아들이었다. 그의 부모님은 모두 칼뱅주의였지만, 그는 자신은 "그 가혹한 교리를 결코 받아들일 수 없었다."고 말했다.
그는 킹스 스쿨, 그랜섬과 이튼 칼리지에서 교육을 받았다. 1631년 그는 존 밀턴이 떠날 무렵 크라이스츠 칼리지 (케임브리지 대학교)에 입학했다. 그는 1635년에 학사 학위를, 1639년에 석사 학위를 취득했으며, 직후 모교의 특별 연구원이 되어 제안된 다른 모든 직책을 거절했다. 1654년 랄프 커드워스가 임명되었을 때, 그가 선호되었을 것으로 여겨지는 그의 칼리지의 학장직을 수락하지 않았다. 1675년에 그는 마침내 글로스터 대성당의 성직록을 수락했지만, 그의 친구인 에드워드 파울러를 위해 그것을 포기했을 뿐이다. 파울러는 후에 글로스터의 주교가 되었다.
모어는 노팅엄 백작 헤니지 핀치의 누이인 앤 핀치를 포함하여 많은 저명한 학생들을 가르쳤다. 앤 핀치는 후에 레이디 콘웨이가 되었고, 워릭셔의 래글리 홀에 있는 그녀의 시골 저택에서 모어는 "상당한 시간"을 보냈다. 그녀와 그녀의 남편은 모두 그를 높이 평가했으며, 이 은둔처의 숲 속에서 그는 여러 권의 책을 저술했다. 레이디 콘웨이의 영적 열정은 그녀가 결국 퀘이커에 가입했음에도 불구하고 모어의 일부 사색에 상당한 영향을 미쳤다. 그녀는 모어와 윌리엄 펜 (1644년)뿐만 아니라 프란시스쿠스 메르쿠리우스 반 헬몬트(1614–1699)와 발렌타인 그레이트락스와 같은 17세기 신비주의 기적 행위자의 친구가 되었다. 래글리는 신앙과 심령주의의 중심지가 되었다.

## 견해
모어는 합리주의 신학자였다. 그는 17세기 르네 데카르트가 발전시킨 기계론의 세부 사항을 사용하여 비물질적 실체의 존재를 확립하려고 시도했다.
모어는 다음과 같은 이유로 데카르트의 이원론을 거부했다. "영혼에 물질과 연장을 부여하는 것이 비물질적인 것에 몸을 움직이고 몸에 의해 움직일 수 있는 능력을 부여하는 것보다 나에게는 더 쉬울 것이다." 데카르트의 이원론에 대한 그의 어려움은 물질적 실체와 비물질적 실체가 어떻게 상호작용할 수 있는지 이해하지 못하는 데서 온 것이 아니라, 확장되지 않은 실체를 어떤 종류의 실제 실체로도 받아들이지 않으려는 데서 비롯되었다. 모어는 계속해서 "…어떤 것이 존재한다면 그것은 확장되어야 한다는 것이 분명하다."고 말한다. 따라서 모어에게 '영혼' 또한 확장되어야 한다. 이것은 그를 '4차원'(그가 만든 용어)이라는 개념으로 이끌었고, 그 안에서 영혼은 확장되며(그는 여기에 "본질적 농밀도"라는 특이한 이름을 붙였다) 정신-신체 문제에 대한 독창적인 해결책을 제시했다.

## 영향
모어는 중세 스콜라주의에 대한 여전히 인기 있는 비방의 기원으로 보인다. 즉, 그의 책 『영혼의 불멸』의 두 번째 장에서, 바늘 끝에 얼마나 많은 천사들이 춤출 수 있는지(또는 그가 말했듯이 "바늘 끝에")와 같은 쓸모없는 사변적 논쟁에 참여했다는 비방 말이다.
모어의 인용문은 랠프 월도 에머슨의 에세이 "초월혼"의 표어로 사용되었다.
신지학의 창시자인 헬레나 블라바츠키는 "베일에 싸인 이시스" 7장에서 모어를 인용하고 그의 사상을 설명했다.

## 저작

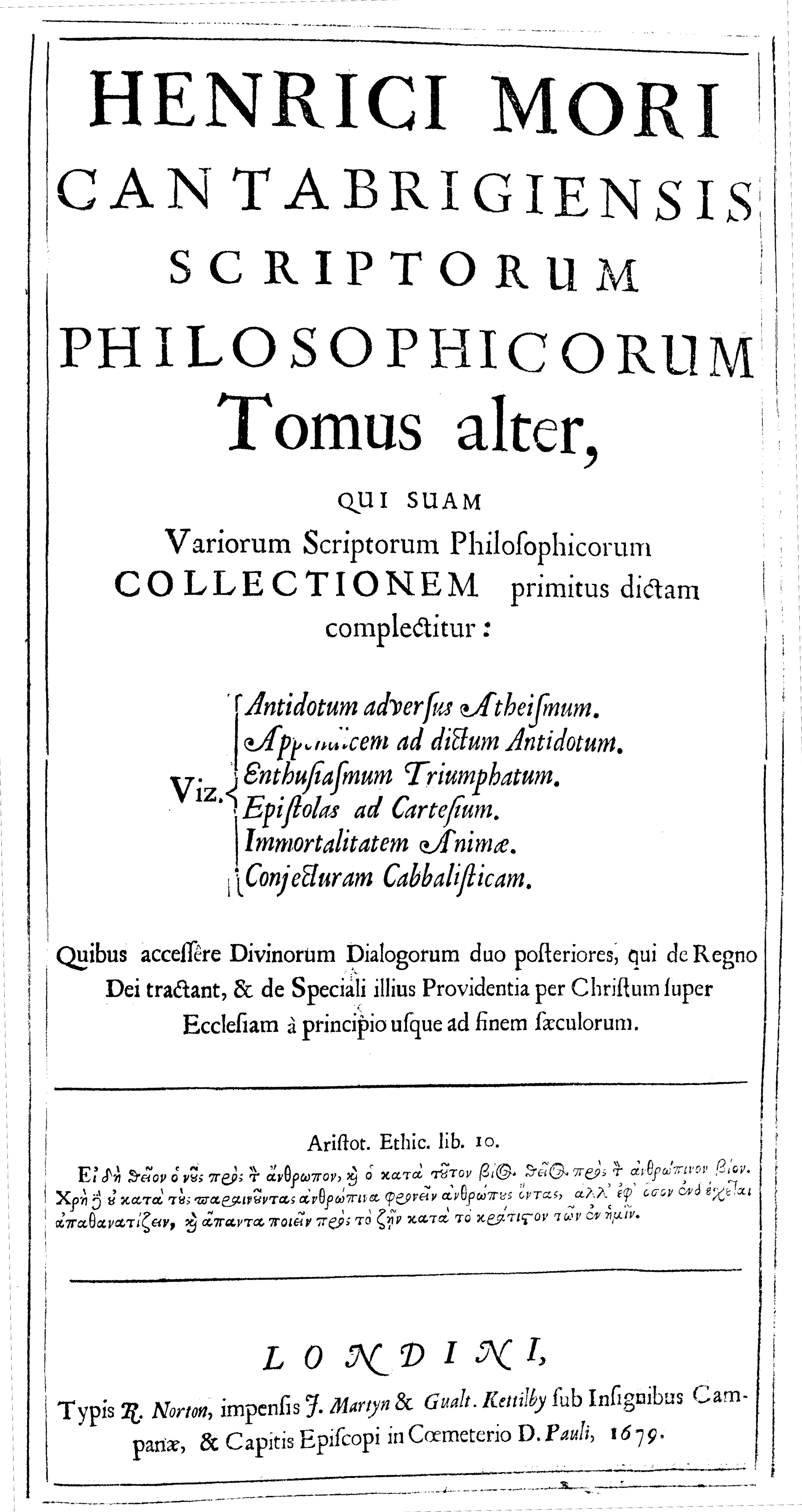
작품 (Henrici Mori Cantabrigiensis Opera Omnia), 1679

모어는 다작의 시인이자 산문가였다. 『신성한 대화』(1688년)는 그의 철학과 종교에 대한 전반적인 견해를 요약하고 있다. 다른 많은 사람들과 마찬가지로, 그는 시인으로 시작하여 산문 작가로 끝났다. 그의 첫 작품은 1642년에 출판되었지만 2년 전에 쓰여진 『프시코도이아 플라토니카: 또는 영혼의 플라톤적 노래』로, 네 개의 다른 시로 구성되어 있다. 1647년에는 그의 철학 시 전체 모음집이 출간되었는데, 여기에는 『영혼의 노래』가 확장되어 그의 아버지에게 헌정되었다. 같은 해에 두 번째 판이 출간되었으며, A. B. 그로사트의 『처트시 워시스 라이브러리』(1878년)에 포함되었다.
모어의 산문 작품은 다음과 같다.
- Observations upon Anthroposophic Theomagica and Anima Magica Abscondita, by Alazonomastix Philalethes (가명, -mastix 참고), 1650; 토머스 본에게 답한 것으로, 그는 『트랩에 잡힌 인간-쥐』로 답했다.
- The Second Lash of Alazonomastix, 본에 대한 재반박, 1651.
- An Antidote against Atheism, or an Appeal to the Natural Faculties of the Minde of Man, whether there be not a God, 1653: 2차 수정 및 증보판, 부록 포함, 1655.
- Conjectura Cabbalistica ... or a Conjectural Essay of Interpreting the Minde of Moses, according to a Threefold Cabbala: viz. Literal, Philosophical, Mystical, or Divinely Moral, 1653; 랄프 커드워스에게 헌정.
- Enthusiasm Triumphatus, or a Discourse of Nature, Causes, Kinds, and Cure of Enthusiasm; written by Philophilus Parrasiastes, and prefixed to Alazonomastix his Observations and Reply, 1656.
- The Immortality of the Soul, so far forth as it is demonstrable from the Knowledge of Nature and the Light of Reason, 1659; 콘웨이 자작에게 헌정.
- An Explanation of the Grand Mystery of Godliness; or a True and Faithful Representation of the Everlasting Gospel of our Lord and Saviour Jesus Christ, 1660.
- A Modest Enquiry into the Mystery of Iniquity, and an Apologie, 1664.
- Enchiridion Ethicum, praecipua Moralis Philosophiae Rudimenta complectens, illustrate ut plurimum Veterum Monuments, et ad Probitatem Vitae perpetuo accommodate, 1667, 1668, 1669, 1695, 1696, and 1711.
- Divine Dialogues, containing sundry Disquisitions and Instructions concerning the Attributes of God and His Providence in the World, 1668. 가장 확실한 판은 1713년에 나왔다.
- An Exposition of the Seven Epistles to the Seven Churches; Together with a Brief Discourse of Idolatry, with application to the Church of Rome. 후자의 제목은 『우상 숭배에 대한 해독제』이며, 공격에 대한 모어의 답변으로 『헨리 모어 박사의 우상 숭배에 대한 해독제에 대한 최근 답변에 대한 간략한 답변』(1672년)과 『우상 숭배에 대한 최근 해독제에 대한 부록』(1673년)을 이끌어냈다.
- Enchiridion Metaphysicum: sive, de rebus incorporeis succincta et luculenta dissertatio; pars prima, 1671년, 그가 이전에 존경했던 데카르트 철학에 대한 공격.
- Remarks upon two late ingenious Discourses [by 매슈 헤일]; the one, an Essay, touching the Gravitation and non-Gravitation of Fluid Bodies; the other, touching the Torricellian Experiment, so far forth as they may concern any passages in his "Enchiridion Metaphysicum," 1676.
- Apocalypsis Apocalypseos; or the Revelation of St. John the Divine unveiled: an exposition from chapter to chapter and from verse to verse of the whole Book of the Apocalypse, 1680.
- A Plain and continued Exposition of the several Prophecies or Divine Visions of the Prophet Daniel, which have or may concern the People of God, whether Jew or Christian, 1681.
- A Brief Discourse of the Real Presence of the Body and Blood of Christ in the Celebration of the Holy Eucharist; wherein the Witty Artifices of the Bishop of Meaux [보쉬에] and of Monsieur Maimbourg are obviated, whereby they would draw in the Protestants to imbrace the doctrine of Transubstantiation, 1681.[9]

모어는 또한 야코프 뵈메의 신지학에 대한 비평인 『Philosophiae Teutonicae Censura』(1670년)를 썼고, 조지프 글랜빌의 『사두쿠스무스 트리움파투스』(1681년)를 편집했다고 알려져 있다. 그는 확실히 이 책에 크게 기여했으며, 글랜빌의 『룩스 오리엔탈리스』(1682년)에 대한 많은 주석도 썼다. 모어는 마녀술과 환영에 대한 믿음에서 글랜빌과 동의했다. 모어가 존 워딩턴에게 보낸 여러 편지는 워딩턴의 『일기』에 인쇄되어 있으며, 존 노리스와 헨리 모어 사이의 철학 및 도덕적 편지 몇 통은 노리스의 『사랑의 이론과 규제』(1688년)에 추가되었다. 헨리 모어 박사의 여러 철학 저작 모음집은 1662년에 처음 출판되었으며, 그의 『무신론에 대한 해독제』, 부록, 『열광 승리』, 데카르트에게 보낸 편지 등, 『영혼의 불멸』, 『카발라적 추측』을 포함한다. 수정 및 크게 증보된 네 번째 판은 1712년에 주석과 함께 출판되었다.
모어는 자신의 저작들을 완결판으로 출판했는데, 1675년에 『Opera theologica』를, 1678년에 『Opera philosophica』를 출판했다. 1672년부터 1675년까지 그는 주로 자신의 영어 작품을 라틴어로 번역하는 데 몰두했다. 1675년에는 『Henrici Mori Cantabrigiensis Opera Theologica, Anglice quidem primitius scripta, mine vero per autorem Latine reddita. Hisce novus praefixus est De Synchronismis Apocalypticis Tractatulus』가 출판되었다. 이어서 1679년에는 두 권으로 구성된 더 큰 작품인 『Henrici Mori Cantabrigiensis Opera Omnia, tum quae Latine tum quae Anglice scripta sunt; nunc vero Latinitate donata instigatu et impensis generosissimi juvenis Johannis Cockshutt nobilis Angli』가 출판되었다. 이너 템플의 존 콕셧은 모어에게 그의 주요 작품 세 편을 라틴어로 번역하도록 300파운드의 유산을 남겼고, 모어는 더 많은 영어 작품을 라틴어로 번역함으로써 유산의 조건을 이행했다. 1692년에는 "존 워딩턴"이라고 서명된 서문과 함께 『성경의 여러 본문에 대한 담론』이 출판되었고, 1694년에는 에드먼드 엘리스가 출판한 『여러 주제에 대한 편지』가 출판되었다. 모어의 작품에 대한 요약 및 발췌본은 많았으며, 1708년에는 자선 도서관을 위해 『가장 경건하고 박식한 헨리 모어의 신학 작품집』이라는 책이 출판되었다. 이 작품은 영어로 되어 있지만 "저자의 라틴어 판 개선에 따라" 작성되었다.
모어의 생애에 대한 주요 자료는 리처드 워드의 『생애』(1710년); 그의 『Opera omnia』(1679년)에 붙어 있는 『prefatio generalissima』; 그리고 1664년에 출판된 『변명』에 있는 그의 저작에 대한 설명이다. 그의 『철학 시집』은 (1647년) "그의 주요 사색과 경험"과 함께 출판되었다. 그의 생애와 작품에 대한 분석은 존 툴록의 『합리주의 신학』 2권(1874년)에 나와 있다. 또한 요한 게오르크 리터 폰 침머만, 『헨리 모어와 공간의 4차원』(빈, 1881년)도 참조하라. 『헨리 모어: 300주년 연구』, 새러 허튼 편집(도르드레흐트, 1990년).

## 참고 문헌
- Aharon Lichtenstein, Henry More: The Rational Theology of a Cambridge Platonist Cambridge: Harvard University Press, 1962.
- S. Hutton (ed.) Henry More (1614–1687): Tercentenary Studies Dordrecht: Kluwer Academic Publishers, 1990.
- D. Hedley and S. Hutton (ed.) Platonism at the Origins of Modernity Dordrecht: Springer, 2008.
- Ryan Stark, Rhetoric, Science, and Magic in Seventeenth-Century England. Washington, DC: The Catholic University of America Press, 2009, 99–101.
- Jasper Reid, The Metaphysics of Henry More. Dordrecht: Springer, 2012.

귀속:
- 본 문서에는 현재 퍼블릭 도메인에 속한 브리태니커 백과사전 제11판의 내용을 기초로 작성된 내용이 포함되어 있습니다.
- 이 글은 퍼블릭 도메인: 〈More, Henry (1614-1687)〉. 《영국인명사전》. 런던: Smith, Elder & Co. 1885–1900. 에서 나온 글과 연관되어 있습니다.